# Battaglia di Northam
La battaglia di Northam fu combattuta nel 1069 durante la conquista normanna dell'Inghilterra. Dopo un fallimentare tentativo dell'anno precedente, i figli di re Aroldo II d'Inghilterra tentarono di riprendere il potere sconfiggendo Guglielmo il Conquistatore, ma furono battuti dal feudatario Brian di Bretagna e costretti a fuggire in Irlanda. Fu l'ultimo tentativo della dinastia Godwin di riprendere il potere.

## Contesto
Dopo la battaglia di Hastings e la conquista dell'Inghilterra da parte di Guglielmo il Conquistatore nel 1066, la famiglia del defunto Aroldo II d'Inghilterra era fuggita in Irlanda, ospite del re del Leinster Diarmait mac Máel na mBó, alleato di lunga data, che finanziò i loro tentativi di riprendere il potere. Nel 1068 quindi i figli di Aroldo avevano fatto un primo tentativo di riconquista sbarcando nel Somerset e battendo le resistenze locali alla battaglia di Bleadon. La contemporanea resa del loro feudo di Exeter tuttavia li aveva privati della propria base di sostenitori, costringendoli quindi a rientrare in Irlanda.
Nel 1069 i figli di Aroldo (probabilmente solo Godwin ed Edmondo, poiché del terzogenito Magnus del Wessex si erano già perse le tracce) tentarono una nuova spedizione in Inghilterra, decisi a riconquistare il potere. Al comando di circa sessanta navi, sbarcarono nel Devon presso la cittadina di Northam e cominciarono a saccheggiare l'area. Avuta notizia dell'attacco degli esuli, il feudatario normanno Brian di Bretagna raccolse in fretta un esercito e marciò contro gli invasori.

## Battaglia e conseguenze
Brian, già al comando di compagnie di guerrieri bretoni e convocato il fyrd anglosassone, riuscì in poco tempo ad avere una forza militare consistente, e si scontrò con l'esercito invasore poco fuori Northam. Dopo un primo attacco normanno gli esuli si ritirarono verso le proprie navi, tuttavia la bassa marea li costrinse ad attendere prima di ripartire, obbligandoli così a combattere. Gli anglosassoni eressero il loro caratteristico muro di scudi e per ore ressero a ripetute cariche normanne, subendo tuttavia molte perdite. Solo a notte fonda la marea tornò alta e gli esuli poterono imbarcarsi e fuggire di nuovo in Irlanda. Secondo il cronista Guglielmo di Jumièges, gli sconfitti avevano patito 1700 morti.
Dopo la sconfitta di Northam, la dinastia Godwin non ebbe più serie ambizioni di riconquista dell'Inghilterra. Abbandonati dal loro alleato Diarmait, più interessato al controllo dell'Irlanda, fuggirono quindi in Danimarca dal loro cugino Sweyn Estrithsson, e di loro in breve si persero le tracce. Guglielmo, fuggiti i principali contendenti al trono d'Inghilterra, poté così completare la sua conquista cominciando poco dopo al devastazione della Northumbria.